# Юри Бережко
Юрий Викторович Бережко е руски волейболист, майстор на спорта.
Той е сред легендите на московския „Динамо“. Играч на националния отбор на Русия по волейбол. Ръст – 198 см, тегло – 90 кг. Първият му треньор е баща му Виктор. От 2010 до 2011 г. играе в Серия А1 с екипа на „Модена“.

## Биография
Юрий Бережко е роден и израснал в Комсомолск на Амур, започва да играе волейбол под ръководството на своя баща, волейболното си образование продължава в Ярославл, където се премества на 16-годишна възраст. През лятото на 2004 г. Бережко подписва договор с московския „Динамо“
.
Не винаги попадайки в стартовата шестица на московския отбор, Юрий Бережко все пак успява да привлече вниманието на националния треньор по волейбол на Русия – Зоран Гаич. Той включва младия посрещач в заявката за Евролигата през 2005 г. Следващото включване в националния отбор, става след година, и е по-скоро принудително: на Световно първенство по волейбол за мъже през 2006 г. е необходимо да се замени контузения Сергей Тетюхин, обаче Бережко не успява да се прояви в Япония.
Затова новата възможност да се закрепи в стартовия състав на националния отбор Юри използва блестящо. В решителните мачове на Световната лига на 2007 г. в отборът на Владимир Алекно, загубил поради травма опитния Павел Абрамов, остава само с двама посрещача - Бережко и Александър Корнеев. Младите волейболисти, не играли никога дотогава в такива отговорни мачове, мъжествено се справят с посрещането, а Юри е обявен за най-добър нападател на турнира и със 180-те си точки е най-резултатния в руския отбор. През есента на 2007 г. Бережко играе ярко и на Европейското първенство, когато той отново получава награда за най-добър нападател (60% ефективност в атака), и на Световната купа, където е титуляр. Преди началото на руския шампионат Юрий Бережко е избран за капитан на „Динамо Москва“.
В Руския национален отбор през 2008 г. Бережко обикновено влиза в игра като резерва и допринася в значителна степен за успешното представяне на Световната лига - 2008 и олимпийските игри, особено в двете победи над бразилския национален отбор.
В допълнение към хазартната, вариативна и ефективна игра в атака и надеждно посрещане, коз на Юрий Бережко е мощното изпълнение на начален удар, в което отново се убедиха играчите на Казанския Зенит. В домакинския им мач от руския шампионат - 2008/09 срещу Динамо. В третия гейм Казан беше с предимство от три точки, докато на начален удар не излезе Юрий Бережко, преобърнал резултата от 13:16 до 24:16. Единадесет сервиса подред, в това число 4 аса е невероятно постижение на такова високо ниво.
През 2009 става най-добър изпълнител на начален удар на европейското първенство. От май 2010 играе в италианския Модена. От сезон 2011/12 е състезател на Зенит (Казан). В състава на Зенит печели шампионската лига през 2012. Това му осигурява и връщане в националния отбор на страната.

## Игрова кариера
- 2001—2004 — „Нефтяник“ (Ярославл)
- 2004—2010 „Динамо“ (Москва)
- 2010-2011 Модена
- 2011- Зенит (Казан)
- Дебют в националния отбор на Русия – 25 юни 2005 г. в срещата Русия — Финландия (3:1) от Волейболна Евролига[5]

## Постижения
- Бронзов медалист на Олимпийските игри—2008
- Сребърен медалист на Европейския шампионат – 2007
- Сребърен медалист на Световна купа по волейбол – 2007
- Сребърен медалист на Световната лига – 2007
- Бронзов медалист на Световната лига – 2006, 2008, 2009
- Шампион на Евролигата – 2005
- Най-добър нападател на Световната лига и Европейския шампионат – 2007
- Най-добър изпълнител на начален удар от Европейския шампионат – Европейско първенство по волейбол – 2009
- Шампион на Русия – 2006, 2008
- Сребърен медалист на Русия – 2005, 2007
- Бронзов медалист на CEV Шампионска лига – 2007
- Носител на Купата на Росия по волейбол – 2006, 2008
- Финалист за Купата на Русия – 2004, 2007
- Носител на Суперкупата на Русия – 2008, 2009
- Европейски клубен шампион – 2012